# Fußball-Club Gelsenkirchen-Schalke 04 1999-2000
Questa voce raccoglie le informazioni riguardanti il Fußball-Club Gelsenkirchen-Schalke 04 nelle competizioni ufficiali della stagione 1999-2000.

## Stagione
Nella stagione 1999-2000 lo Schalke, allenato da Huub Stevens, concluse il campionato di Bundesliga al 13º posto. In Coppa di Germania lo Schalke fu eliminato al terzo turno dall'Energie Cottbus.

## Rosa
| N. |                        | Ruolo | Calciatore          |
| -- | ---------------------- | ----- | ------------------- |
| 1  | Germania (bandiera)    | P     | Oliver Reck         |
| 2  | Belgio (bandiera)      | D     | Nico Van Kerckhoven |
| 3  | Rep. Ceca (bandiera)   | C     | Radoslav Látal      |
| 4  | Germania (bandiera)    | D     | Yves Eigenrauch     |
| 5  | Germania (bandiera)    | C     | Sven Kmetsch        |
| 6  | Germania (bandiera)    | C     | Andreas Müller      |
| 8  | Germania (bandiera)    | C     | Thorsten Legat      |
| 9  | Paesi Bassi (bandiera) | A     | Youri Mulder        |
| 10 | Germania (bandiera)    | D     | Olaf Thon           |
| 11 | Danimarca (bandiera)   | A     | Ebbe Sand           |
| 12 | Paesi Bassi (bandiera) | D     | Marco van Hoogdalem |
| 13 | Norvegia (bandiera)    | P     | Frode Grodås        |
| 14 | Ghana (bandiera)       | A     | Gerald Asamoah      |
| 15 | Polonia (bandiera)     | D     | Tomasz Wałdoch      |

| N. |                        | Ruolo | Calciatore          |
| -- | ---------------------- | ----- | ------------------- |
| 16 | Germania (bandiera)    | C     | Oliver Held         |
| 17 | Turchia (bandiera)     | C     | Ünal Alpuğan        |
| 18 | Paesi Bassi (bandiera) | C     | Niels Oude Kamphuis |
| 20 | Rep. Ceca (bandiera)   | C     | Jiří Němec          |
| 21 | Belgio (bandiera)      | A     | Émile Mpenza        |
| 22 | Germania (bandiera)    | P     | Mathias Schober     |
| 23 | Germania (bandiera)    | D     | Markus Happe        |
| 24 | Belgio (bandiera)      | C     | Marc Wilmots        |
| 29 | Croazia (bandiera)     | P     | Toni Tapalović      |
| 30 | Ungheria (bandiera)    | C     | Tamás Hajnal        |
| 31 | Portogallo (bandiera)  | C     | Sérgio Pinto        |
| 32 | Ungheria (bandiera)    | D     | Krisztián Szóllar   |
| 39 | Germania (bandiera)    | D     | Thomas Kläsener     |

## Organigramma societario
Area tecnica
- Allenatore: Huub Stevens
- Allenatore in seconda: Eddy Achterberg
- Preparatore dei portieri:
- Preparatori atletici:

## Calciomercato

### Sessione estiva
| Acquisti | Acquisti            | Acquisti              | Acquisti |
| R.       | Nome                | da                    | Modalità |
| -------- | ------------------- | --------------------- | -------- |
| A        | Gerald Asamoah      | Hannover 96           |          |
| P        | Frode Grodås        | Racing Santander      |          |
| C        | Tamás Hajnal        | Schalke 04 (juniores) |          |
| C        | Niels Oude Kamphuis | Twente                |          |
| A        | Ebbe Sand           | Brøndby               |          |
| C        | Sérgio Pinto        | Schalke 04 (juniores) |          |
| D        | Krisztián Szóllar   | Schalke 04 II         |          |
| P        | Toni Tapalović      | Schalke 04 II         |          |
| D        | Tomasz Wałdoch      | Bochum                |          |

| Cessioni | Cessioni           | Cessioni        | Cessioni |
| R.       | Nome               | a               | Modalità |
| -------- | ------------------ | --------------- | -------- |
| C        | Hami Mandıralı     | Trabzonspor     |          |
| A        | Martin Max         | Monaco 1860     |          |
| A        | Miguel Pereira     | St. Pauli       |          |
| C        | Mark Schierenberg  | Magonza         |          |
| C        | Filip Tapalović    | Monaco 1860     |          |
| A        | Sascha Wolf        | Rot-Weiss Essen |          |
| P        | Robert Wulnikowski | Union Berlino   |          |

### Sessione invernale
| Acquisti | Acquisti       | Acquisti         | Acquisti |
| R.       | Nome           | da               | Modalità |
| -------- | -------------- | ---------------- | -------- |
| C        | Thorsten Legat | Stoccarda        |          |
| A        | Émile Mpenza   | Standard Liegi   |          |
| D        | Markus Happe   | Bayer Leverkusen |          |

| Cessioni | Cessioni         | Cessioni        | Cessioni |
| R.       | Nome             | a               | Modalità |
| -------- | ---------------- | --------------- | -------- |
| C        | Markus Kaya      | Rot-Weiss Essen |          |
| C        | Ingo Anderbrügge | Siegen          |          |
| C        | Michael Büskens  | Duisburg        |          |
| A        | Michaël Goossens | Standard Liegi  |          |

## Risultati

### Bundesliga

#### Girone di andata
| Arbitro: | Steinborn |

|           |           |              |
| Němec 45’ | Marcatori | 67’ Labbadia |

| Arbitro: | Buchhart |

|  |           |             |
|  | Marcatori | 48’ Asamoah |

| Arbitro: | Fandel |

|             |           |                                     |
| Wilmots 32’ | Marcatori | 45’ Hollerbach 53’ Kovač 58’ Hoogma |

| Arbitro: | Fleischer |

|                                            |           |                            |
| Neuville 64’ Reichenberger 68’ Brdarić 76’ | Marcatori | 36’ Sand 80’ (aut.) Greško |

| Arbitro: | Meyer |

|          |           |  |
| Sand 77’ | Marcatori |  |

| Arbitro: | Sippel |

|            |           |                    |
| Hirsch 48’ | Marcatori | 79’ van Kerckhoven |

| Arbitro: | Strampe |

|             |           |               |
| Wilmots 51’ | Marcatori | 90’ Effenberg |

| Arbitro: | Merk |

|  |           |                       |
|  | Marcatori | 70’ Kamphuis 85’ Sand |

| Arbitro: | Fandel |

|  |           |                                |
|  | Marcatori | 52’ (rig.) Wilmots 83’ Asamoah |

| Arbitro: | Berg |

|                |           |           |
| Eigenrauch 42’ | Marcatori | 3’ Sanneh |

| Arbitro: | Keßler |

|                          |           |                    |
| Wagner 84’ Djorkaeff 89’ | Marcatori | 45’ (rig.) Wilmots |

| Arbitro: | Fröhlich |

|          |           |           |
| Sand 17’ | Marcatori | 19’ Nowak |

| Arbitro: | Wack |

|                 |           |          |
| Sand 45’ (aut.) | Marcatori | 76’ Sand |

| Arbitro: | Strampe |

|                                |           |                              |
| Asamoah 38’ Wilmots 82’ (rig.) | Marcatori | 34’ (rig.) Sellimi 87’ Bruns |

| Arbitro: | Jansen |

|                              |           |                           |
| Häßler 19’ Max 55’ Cerny 71’ | Marcatori | 23’ Wilmots 35’, 89’ Sand |

| Gelsenkirchen 15 dicembre 1999, ore 20:00 CET 16ª giornata | Schalke 04 | 0 – 0 referto | Borussia Dortmund | Parkstadion (52 420 spett.)\| Arbitro: \| Merk \| |
| Arbitro:                                                   | Merk       |               |                   |                                                   |

| Arbitro: | Heynemann |

|            |           |  |
| Benken 70’ | Marcatori |  |

#### Girone di ritorno
| Arbitro: | Stark |

|              |           |                             |
| Labbadia 87’ | Marcatori | 16’ Sand 78’ (aut.) Meißner |

| Arbitro: | Koop |

|                         |           |            |
| Sand 6’, 83’ Mpenza 46’ | Marcatori | 33’ Ailton |

| Arbitro: | Sippel |

|                                |           |            |
| Kovač 61’, 78’ Butt 72’ (rig.) | Marcatori | 15’ Mpenza |

| Arbitro: | Fandel |

|            |           |          |
| Mpenza 16’ | Marcatori | 29’ Rink |

| Arbitro: | Zerr |

|                                               |           |             |
| Breitenreiter 67’ Grassow 69’ Oberleitner 81’ | Marcatori | 24’ Wilmots |

| Arbitro: | Albrecht |

|                               |           |  |
| Zeyer 3’ (aut.) Sand 79’, 90’ | Marcatori |  |

| Arbitro: | Fröhlich |

|                                             |           |            |
| Kuffour 41’ Zickler 47’, 66’ Santa Cruz 68’ | Marcatori | 81’ Mpenza |

| Arbitro: | Berg |

|                             |           |  |
| Mpenza 58’, 76’ Wałdoch 80’ | Marcatori |  |

| Gelsenkirchen 26 marzo 2000, ore 17:30 CET 26ª giornata | Schalke 04 | 0 – 0 referto | Eintracht Francoforte | Parkstadion (42 335 spett.)\| Arbitro: \| Stark \| |
| Arbitro:                                                | Stark      |               |                       |                                                    |

| Arbitro: | Wack |

|                      |           |          |
| Alves 16’ Preetz 52’ | Marcatori | 45’ Sand |

| Arbitro: | Aust |

|           |           |                        |
| Látal 17’ | Marcatori | 5’ Tare 44’ Pettersson |

| Wolfsburg 11 aprile 2000, ore 20:00 CEST 29ª giornata | Wolfsburg | 0 – 0 referto | Schalke 04 | VfL-Stadion am Elsterweg (18 008 spett.)\| Arbitro: \| Wagner \| |
| Arbitro:                                              | Wagner    |               |            |                                                                  |

| Gelsenkirchen 14 aprile 2000, ore 20:00 CEST 30ª giornata | Schalke 04 | 0 – 0 referto | Ulma | Parkstadion (30 800 spett.)\| Arbitro: \| Keßler \| |
| Arbitro:                                                  | Keßler     |               |      |                                                     |

| Arbitro: | Fleischer |

|                            |           |            |
| K'obiashvili 17’ Kondé 75’ | Marcatori | 6’ Asamoah |

| Arbitro: | Meyer |

|                       |           |              |
| Kamphuis 36’ Thon 43’ | Marcatori | 26’, 65’ Max |

| Arbitro: | Fandel |

|             |           |          |
| Nijhuis 81’ | Marcatori | 57’ Sand |

| Arbitro: | Strampe |

|  |           |                     |
|  | Marcatori | 20’ Agali 56’ Brand |

### Coppa di Germania
| Arbitro: | Perl |

|  |           |          |
|  | Marcatori | 21’ Sand |

| Arbitro: | Kemmling |

|                                         |                      |                                             |
| Latoundji 18’ Wawrzyczek 117’           | Marcatori            | 9’ Asamoah 107’ Sand                        |
| Jesse Miriuță Heidrich Beeck Wawrzyczek | Tiri di rigore 5 – 4 | Thon Wilmots van Kerckhoven Kmetsch Alpuğan |

## Statistiche

### Statistiche di squadra
| Competizione      | Punti | In casa | In casa | In casa | In casa | In casa | In casa | In trasferta | In trasferta | In trasferta | In trasferta | In trasferta | In trasferta | Totale | Totale | Totale | Totale | Totale | Totale | DR |
| Competizione      | Punti | G       | V       | N       | P       | Gf      | Gs      | G            | V            | N            | P            | Gf           | Gs           | G      | V      | N      | P      | Gf     | Gs     | DR |
| ----------------- | ----- | ------- | ------- | ------- | ------- | ------- | ------- | ------------ | ------------ | ------------ | ------------ | ------------ | ------------ | ------ | ------ | ------ | ------ | ------ | ------ | -- |
| Bundesliga        | 39    | 17      | 4       | 10      | 3       | 21      | 17      | 17           | 4            | 5            | 8            | 21           | 27           | 34     | 8      | 15     | 11     | 42     | 44     | -2 |
| Coppa di Germania | -     | 0       | 0       | 0       | 0       | 0       | 0       | 2            | 1            | 1            | 0            | 3            | 2            | 2      | 1      | 1      | 0      | 3      | 2      | +1 |
| Totale            | 39    | 17      | 4       | 10      | 3       | 21      | 17      | 19           | 5            | 6            | 8            | 24           | 29           | 36     | 9      | 16     | 11     | 45     | 46     | -1 |

### Andamento in campionato
| Giornata  | 1  | 2 | 3  | 4  | 5 | 6 | 7  | 8 | 9 | 10 | 11 | 12 | 13 | 14 | 15 | 16 | 17 | 18 | 19 | 20 | 21 | 22 | 23 | 24 | 25 | 26 | 27 | 28 | 29 | 30 | 31 | 32 | 33 | 34 |
| --------- | -- | - | -- | -- | - | - | -- | - | - | -- | -- | -- | -- | -- | -- | -- | -- | -- | -- | -- | -- | -- | -- | -- | -- | -- | -- | -- | -- | -- | -- | -- | -- | -- |
| Luogo     | C  | T | C  | T  | C | T | C  | T | T | C  | T  | C  | T  | C  | T  | C  | T  | T  | C  | T  | C  | T  | C  | T  | C  | C  | T  | C  | T  | C  | T  | C  | T  | C  |
| Risultato | N  | V | P  | P  | V | N | N  | V | V | N  | P  | N  | N  | N  | N  | N  | P  | V  | V  | P  | N  | P  | V  | P  | V  | N  | P  | P  | N  | N  | P  | N  | N  | P  |
| Posizione | 13 | 4 | 10 | 14 | 8 | 9 | 13 | 7 | 6 | 5  | 8  | 9  | 9  | 9  | 11 | 10 | 11 | 11 | 11 | 11 | 10 | 12 | 11 | 11 | 9  | 10 | 10 | 10 | 11 | 11 | 11 | 11 | 12 | 13 |

Legenda:

Luogo: C = Casa; T = Trasferta. Risultato: V = Vittoria; N = Pareggio; P = Sconfitta.

### Statistiche dei giocatori
| Giocatore         | Bundesliga | Bundesliga | Bundesliga  | Bundesliga | Coppa di Germania | Coppa di Germania | Coppa di Germania | Coppa di Germania | Totale   | Totale | Totale      | Totale     |
| Giocatore         | Presenze   | Reti       | Ammonizioni | Espulsioni | Presenze          | Reti              | Ammonizioni       | Espulsioni        | Presenze | Reti   | Ammonizioni | Espulsioni |
| ----------------- | ---------- | ---------- | ----------- | ---------- | ----------------- | ----------------- | ----------------- | ----------------- | -------- | ------ | ----------- | ---------- |
| Ü. Alpuğan        | 26         | 0          | 1           | 0          | 1                 | 0                 | 1                 | 0                 | 27       | 0      | 2           | 0          |
| I. Anderbrügge    | 2          | 0          | 0           | 0          | 0                 | 0                 | 0                 | 0                 | 2        | 0      | 0           | 0          |
| G. Asamoah        | 33         | 4          | 4           | 0          | 2                 | 1                 | 1                 | 0                 | 35       | 5      | 5           | 0          |
| M. Büskens        | 9          | 0          | 1           | 0          | 1                 | 0                 | 1                 | 0                 | 10       | 0      | 2           | 0          |
| Y. Eigenrauch     | 23         | 1          | 1           | 0          | 2                 | 0                 | 0                 | 0                 | 25       | 1      | 1           | 0          |
| M. Goossens       | 15         | 0          | 1           | 0          | 2                 | 0                 | 0                 | 0                 | 17       | 0      | 1           | 0          |
| F. Grodås         | 0          | 0          | 0           | 0          | 0                 | 0                 | 0                 | 0                 | 0        | 0      | 0           | 0          |
| T. Hajnal         | 8          | 0          | 1           | 0          | 0                 | 0                 | 0                 | 0                 | 8        | 0      | 1           | 0          |
| M. Happe          | 15         | 0          | 4           | 0          | 0                 | 0                 | 0                 | 0                 | 15       | 0      | 4           | 0          |
| O. Held           | 18         | 0          | 0           | 0          | 1                 | 0                 | 0                 | 0                 | 19       | 0      | 0           | 0          |
| N. Kamphuis       | 26         | 2          | 6           | 0          | 1                 | 0                 | 0                 | 0                 | 27       | 2      | 6           | 0          |
| M. Kaya           | 0          | 0          | 0           | 0          | 0                 | 0                 | 0                 | 0                 | 0        | 0      | 0           | 0          |
| T. Kläsener       | 0          | 0          | 0           | 0          | 0                 | 0                 | 0                 | 0                 | 0        | 0      | 0           | 0          |
| S. Kmetsch        | 24         | 0          | 5           | 0          | 1                 | 0                 | 0                 | 0                 | 25       | 0      | 5           | 0          |
| T. Legat          | 4          | 0          | 2           | 0          | 0                 | 0                 | 0                 | 0                 | 4        | 0      | 2           | 0          |
| R. Látal          | 24         | 1          | 7           | 0          | 1                 | 0                 | 0                 | 0                 | 25       | 1      | 7           | 0          |
| É. Mpenza         | 15         | 6          | 0           | 0          | 0                 | 0                 | 0                 | 0                 | 15       | 6      | 0           | 0          |
| Y. Mulder         | 3          | 0          | 0           | 0          | 0                 | 0                 | 0                 | 0                 | 3        | 0      | 0           | 0          |
| A. Müller         | 6          | 0          | 0           | 0          | 0                 | 0                 | 0                 | 0                 | 6        | 0      | 0           | 0          |
| J. Němec          | 29         | 1          | 13          | 1          | 2                 | 0                 | 0                 | 0                 | 31       | 1      | 13          | 1          |
| S. Pinto          | 2          | 0          | 0           | 0          | 0                 | 0                 | 0                 | 0                 | 2        | 0      | 0           | 0          |
| O. Reck           | 25         | 0          | 0           | 0          | 1                 | 0                 | 0                 | 0                 | 26       | 0      | 0           | 0          |
| E. Sand           | 32         | 14         | 4           | 0          | 2                 | 2                 | 0                 | 0                 | 34       | 16     | 4           | 0          |
| M. Schober        | 10         | 0          | 1           | 0          | 1                 | 0                 | 0                 | 0                 | 11       | 0      | 1           | 0          |
| K. Szóllar        | 1          | 0          | 0           | 0          | 0                 | 0                 | 0                 | 0                 | 1        | 0      | 0           | 0          |
| T. Tapalović      | 0          | 0          | 0           | 0          | 0                 | 0                 | 0                 | 0                 | 0        | 0      | 0           | 0          |
| O. Thon           | 23         | 1          | 8           | 0          | 2                 | 0                 | 1                 | 0                 | 25       | 1      | 9           | 0          |
| T. Wałdoch        | 31         | 1          | 3           | 1          | 2                 | 0                 | 0                 | 0                 | 33       | 1      | 3           | 1          |
| M. Wilmots        | 32         | 7          | 3           | 0          | 2                 | 0                 | 1                 | 0                 | 34       | 7      | 4           | 0          |
| J. de Kock        | 4          | 0          | 0           | 0          | 1                 | 0                 | 0                 | 0                 | 5        | 0      | 0           | 0          |
| M. van Hoogdalem  | 4          | 0          | 0           | 0          | 1                 | 0                 | 0                 | 0                 | 5        | 0      | 0           | 0          |
| N. van Kerckhoven | 16         | 1          | 5           | 0          | 2                 | 0                 | 0                 | 0                 | 18       | 1      | 5           | 0          |